# Canton d'Omont
Le canton d'Omont est une ancienne division administrative française située dans le département des Ardennes et la région Champagne-Ardenne.

## Géographie
Ce canton était organisé autour d'Omont dans l'arrondissement de Charleville-Mézières. Son altitude moyenne était de 200 m.

## Administration: conseillers généraux
| Période | Période      | Identité                                | Étiquette                         | Qualité                                                                                          |
| ------- | ------------ | --------------------------------------- | --------------------------------- | ------------------------------------------------------------------------------------------------ |
| 1833    | 1839         | Pierre Nicolas Lassaux (?-1862)         |                                   | Notaire, maire de Poix                                                                           |
| 1839    | 1848         | Junius dit Ferdinand Tirman (1794-1849) |                                   | Président du Tribunal civil de Mézières                                                          |
| 1848    | 1895         | Charles-Alexandre Hannonet de La Grange | Républicain                       | Propriétaire des forges de Boutancourt Maire de Vendresse                                        |
| 1895    | 1919 (décès) | Eugène Fagot                            | Rad.                              | Propriétaire agricole à Saulces-Monclin et à Mazerny Sénateur (1900-1919)                        |
| 1919    | 1921 (décès) | Georges d'Hôtel                         |                                   | Médecin à Poix-Terron                                                                            |
| 1921    | 1934 (décès) | Étienne Riché                           | GSR Union républicaine ardennaise | Député des Ardennes Sous-secrétaire d'État à l'Air Sous-secrétaire d'État à la Défense nationale |
| 1934    | 1940         | Ernest Labbé                            | RG                                | Ingénieur agronome à Villers-le-Tilleul Sénateur (1939-1942)                                     |
| 1945    | 1955         | Charles Demaugre                        | SFIO                              | Employé des Postes et Télécommunications Maire de Vendresse (1945-1947)                          |
| 1955    | 1985         | Adrien Bertrand                         | MRP puis CD puis UDF-CDS          | Agriculteur, maire de Bouvellemont                                                               |
| 1985    | 2004         | René Chevalier                          | DVD                               | Vétérinaire Maire de Poix-Terron                                                                 |
| 2004    | 2015         | Abellino Poletti                        | UMP                               | Médecin généraliste à Charleville-Mézières                                                       |

## Conseillers d'arrondissement
| Période | Période | Identité                          | Étiquette   | Qualité |
| ------- | ------- | --------------------------------- | ----------- | --- |
| 1833    | 1839    | Jean-Baptiste Jacquemart          |             | Fabricant de clous à Bouvellemont                                                                              |
| 1839    | 1845    | Nicolas Remy Hannotin (1781-1848) |             | Ancien huissier impérial et notaire royal, propriétaire à Omont                                                |
| 1845    | 1848    | Jean-Baptiste Potier (1791-1871)  |             | Juge de paix à Bouvellemont                                                                                    |
| 1848    | 1866    | Charles Poncelet (1818-1878)      |             | Notaire à Omont                                                                                                |
| 1866    | 1870    | Albert Lefèvre                    |             | Notaire, maire de Poix                                                                                         |
| 1870    | 1889    | Jean-Baptiste Fagot               | Républicain | Cultivateur à Mazerny Fondateur du journal républicain Le Nord-Est de Mézières Député des Ardennes (1885-1889) |
| 1889    | 1895    | Pol Peltier                       |             | Brasseur à Poix                                                                                                |
| 1895    | 1919    | Georges d'Hôtel                   |             | Docteur en médecine à Poix-Terron                                                                              |
| 1919    | 1934    | Émile Toupet                      |             | Notaire, maire de Poix-Terron                                                                                  |
| 1934    | 1940    | Raymond Toupet                    |             | Notaire à Poix-Terron                                                                                          |
| 1940    |         |                                   |             | Les conseils d'arrondissement ont été suspendus par la loi du 12 octobre 1940 et n'ont jamais été réactivés    |

## Composition
Le canton d'Omont regroupait onze communes et comptait 2 285 habitants (recensement de 1999 sans doubles comptes).
| Nom                | Code Insee | Intercommunalité             | Population (dernière pop. légale) |
| ------------------ | ---------- | ---------------------------- | --------------------------------- |
| Omont (chef-lieu)  | 08335      | CC des Crêtes Préardennaises | 77 (2014)                         |
| Baâlons            | 08041      | CC des Crêtes Préardennaises | 246 (2014)                        |
| Bouvellemont       | 08080      | CC des Crêtes Préardennaises | 103 (2014)                        |
| Chagny             | 08095      | CC des Crêtes Préardennaises | 180 (2014)                        |
| La Horgne          | 08228      | CC des Crêtes Préardennaises | 204 (2014)                        |
| Mazerny            | 08283      | CC des Crêtes Préardennaises | 125 (2014)                        |
| Montigny-sur-Vence | 08305      | CC des Crêtes Préardennaises | 223 (2014)                        |
| Poix-Terron        | 08341      | CC des Crêtes Préardennaises | 802 (2014)                        |
| Singly             | 08422      | CC des Crêtes Préardennaises | 133 (2014)                        |
| Touligny           | 08454      | CC des Crêtes Préardennaises | 85 (2014)                         |
| Vendresse          | 08469      | CC des Crêtes Préardennaises | 521 (2014)                        |

## Démographie
| 1962  | 1968  | 1975  | 1982  | 1990  | 1999  | 2006  | 2011  | 2012  |
| ----- | ----- | ----- | ----- | ----- | ----- | ----- | ----- | ----- |
| 2 416 | 2 257 | 2 035 | 2 000 | 2 186 | 2 285 | 2 549 | 2 695 | 2 698 |